# Trochalus picipes
Trochalus picipes är en skalbaggsart som beskrevs av Johann Christoph Friedrich Klug 1855. Trochalus picipes ingår i släktet Trochalus och familjen Melolonthidae. Inga underarter finns listade i Catalogue of Life.